# Acanthodelta mercatoria
Acanthodelta mercatoria är en fjärilsart som beskrevs av Fabricius 1775. Acanthodelta mercatoria ingår i släktet Acanthodelta och familjen nattflyn. Inga underarter finns listade i Catalogue of Life.